# 20.º Regimiento Antiaéreo (motorizado mixto)
El 20.º Regimiento Antiaéreo (motorizado mixto) (Flak-Regiment. 20 (gem. mot.)) fue una unidad de la Luftwaffe durante la Segunda Guerra Mundial.

## Historia
Fue formado el 1 de octubre de 1936 en Breslau. El 15 de noviembre de 1938 es reasignado al I Grupo/7.º Regimiento Antiaéreo. Reformado el 1 de noviembre de 1943 en Le Havre desde el III Grupo/17.º Regimiento de Artillería de la Luftwaffe, con 1. - 5. Baterías.

## Servicios
- octubre de 1936 – febrero de 1938: bajo el III Comandante Superior de Artillería Antiaérea del Distrito Aéreo.
- febrero de 1938 – noviembre de 1938: bajo el VIII Comando Administrativo Aéreo.
- 1 de noviembre de 1943: bajo la 16.ª División Antiaérea (656.º Regimiento Antiaéreo).
- 1 de enero de 1944: bajo la 16.ª División Antiaérea (431.º Regimiento Antiaéreo).
- 1 de febrero de 1944: bajo la 16.ª División Antiaérea (431.º Regimiento Antiaéreo).
- 1 de marzo de 1944: bajo la 16.ª División Antiaérea (431.º Regimiento Antiaéreo).
- 1 de abril de 1944: bajo la 16.ª División Antiaérea (11.º Regimiento Antiaéreo).
- 1 de mayo de 1944: bajo la 16.ª División Antiaérea (11.º Regimiento Antiaéreo).
- 1 de junio de 1944: bajo la 16.ª División Antiaérea (11.º Regimiento Antiaéreo).
- junio de 1944: en Amiens, con el 2.º Regimiento de Asalto Antiaéreo como I Grupo.
- 1 de julio de 1944: bajo el III Cuerpo Antiaéreo (2.º Regimiento Antiaéreo de Asalto).
- 1 de agosto de 1944: bajo el III Cuerpo Antiaéreo (2.º Regimiento Antiaéreo de Asalto).
- 1 de septiembre de 1944: bajo el III Cuerpo Antiaéreo (2.º Regimiento Antiaéreo de Asalto).
- 1 de octubre de 1944: bajo el 2.º Regimiento Antiaéreo de Asalto.
- 1944: en Düren.
- 1 de noviembre de 1944: bajo el 2.º Regimiento Antiaéreo de Asalto.
- 1 de diciembre de 1944: bajo el 2.º Regimiento Antiaéreo de Asalto.
- diciembre de 1944: en St. Vith/Eifel.
- abril de 1945: en Forst/Niederlausitz.